# Josep-Ignasi Saranyana
Josep-Ignasi Saranyana Closa (Barcelona, 20 de junio de 1941) es un sacerdote católico español, profesor ordinario emérito de la Universidad de Navarra y miembro de número del Pontificio Comité de Ciencias Históricas (Ciudad del Vaticano). Ordenado sacerdote el 25 de agosto de 1968 en Madrid e incardinado en la Prelatura del Opus Dei.

## Biografía

### Infancia y Formación académica
Su abuelo paterno José fue farmacéutico, periodista y doctor en Derecho. Tuvo despacho de abogado en Barcelona y fue redactor, durante muchos años, de "El Noticiero Universal". Su abuelo materno Cándido, terrateniente, fundó la Lliga Autonomista de Calaf y fue miembro de la Lliga Regionalista. Creó una pequeña editorial, en la que colaboraron Francesc Cambó y Josep Bertrán Musito.
Su padre José fue médico y durante la Guerra Civil sirvió como facultativo en el ejército de la Segunda República. Al terminar, y después de breve depuración, se incorporó al ejercicio libre de la profesión. Su madre estudió Filosofía en la Universidad Autónoma de Barcelona, durante la Segunda República y la Guerra Civil. Después de casarse, se dedicó a cuidar la familia.
Josep Ignasi Saranyana cursó la enseñanza primaria y parte de la secundaria en la "Escuela Suiza" de Barcelona. Después pasó al Instituto de Enseñanza Media "Menéndez y Pelayo". Realizó los estudios de Ciencias Políticas y Económicas en la Universidad de Barcelona y en la Universidad Complutense de Madrid. Doctor en Teología por la Universidad de Navarra (1972) y Doctor en Filosofía y Letras (Filosofía) por la Pontificia Universidad de Salamanca (1997).

### Actividad académica
Miembro emérito de la Real Academia Europea de Doctores (Barcelona); Miembro correspondiente de la Real Academia de la Historia (Madrid), Academia Mexicana de la Historia (México DF), Academia Colombiana de Historia (Bogotá), Academia Nacional de la Historia (Lima) y Academia Puertorriqueña de la Historia (San Juan de PR). Fundador de la revista “Anuario de Historia de la Iglesia” (Universidad de Navarra), que dirigió de 1991 a 2009. Medalla de Plata de la Universidad de Navarra (1995). Investigador científico de "Historia de la Teología en España", Instituto Francisco Suárez del Consejo Superior de Investigaciones Científicas (CSIC, Madrid), en 1979. Columnista del diario "La Vanguardia" (Barcelona), desde 2001. Miembro del Pontificio Comité de Ciencias Históricas y profesor emérito de Historia de la Teología en la Universidad de Navarra.

## Publicaciones

### Libros
- Introducción a la historia de las doctrinas económicas sobre la población, Eds. Confederación Española de Cajas de Ahorros, Madrid 1973, 172 pp.
- Tiempo y eternidad (Estudio sobre la Teología de la Historia en San Buenaventura), Gráficas Egúzquiza, Pamplona 1976, 96 pp.; también en "Excerpta e dissertationibus in Sacra Theologia", Universidad de Navarra,  s/f, vol. II, n. 3.
- Historia de la Filosofía Medieval, EUNSA, Pamplona 1985, 308 pp. (2ª ed., corregida y ampliada, 1989, 352 pp.; 3ª ed. corregida y nuevamente ampliada, 1999). Trad. inglesa: Editorial Sinagtala Publishers, Manila 1996, 278 pp.
- Teología profética americana. Diez estudios sobre la evangelización fundante (siglo XVI), EUNSA, Pamplona 1991, 272 pp.
- La Iglesia católica y América,  Editorial MAPFRE, Madrid 1992, 371 pp., en colaboración con E. Luque Alcaide.
- Joaquín de Fiore y América, Eds. Eunate, Pamplona 1992, 132 pp., en colaboración con A. de Zaballa (2ª ed., edición, corregida y ampliada, Pamplona 1995, 182 pp.).
- El quinto centenario en clave teológica (1493-1993), Eds. Eunate, Pamplona 1993, 86 pp.
- Grandes maestros de la teología. De Alejandría México (siglos III-XVI) Ed. Atenas, Madrid 1994, 276 pp.
- Historia de la Teología, BAC, Madrid 1995, en colaboración con J. L. Illanes (2ª ed., revisada, 1996; 3ª ed., revisada y aumentada, 2002, 430 pp.; reimpresión, 2012); traducción al polaco: Editorial Emkla, Cracovia 1997).
- La discusión medieval sobre la condición femenina (Siglos VIII al XIII), Publicaciones Universidad Pontificia de Salamanca (Bibliotheca Salmanticensis. Estudios, 190), Salamanca 1997, 156 pp.
- Breve Historia de la Filosofía Medieval, EUNSA (“Iniciación Filosófica”), Pamplona 2001, 176 pp. (2ª ed., revisada, 2010, 190 pp.).
- Teología de la mujer, teología feminista, teología mujerista y ecofeminismo en América Latina (1975-2000), PROMESA (Serie: Teología, I), San José de Costa Rica 2001, 144 pp.
- La filosofía medieval. Desde sus orígenes patrísticos hasta la Escolástica barroca, EUNSA ("Colección Pensamiento filosófico medieval y renacentista", 51), Pamplona, 2003, 520 pp. Segunda edición, revisada y aumentada, 2007, 530 pp. Tercera edición, corregida y nuevamente ampliada, 2011, 527 pp. Trad. portuguesa: Instituto Brasileiro de Filosofia e Ciência "Raimundo Lúlio", São Paulo 2006, 597 pp.
- Filosofía y teología en el Mediterráneo occidental (1263-1490), EUNSA (Col. "Historia de la Iglesia", 35), Pamplona 2003, 214 pp.
- Cien años de Teología en América Latina (1899-2001), Ediciones Promesa, San José de Costa Rica 2004, 208 pp. (edición corregida y ampliada, Centro de Publicaciones del CELAM, Bogotá, 2005, 223 pp.). Trad. portuguesa, Paulinas - Paulus, São Paulo 2006, 192 pp.
- Breve historia de la teología en América Latina, BAC, Madrid 2009, 374 pp.
- Die Konzilien in Lateinamerika. II: Lima 1551-1927, Ferdinand Schöningh Verlag, Paderborn -München - Wien - Zürich 2010, XXV + 306 pp. (en colaboración con Willi Henkel).
- Sobre la muerte y el más allá. Medio siglo de debate escatológico, EUNSA, ("Colección Teológica", 123), Pamplona 2010, 234 pp.
- La Iglesia contemporánea en el Perú (1900-1934). Asambleas eclesiásticas y concilios provinciales, PUCP (Instituto Riva-Agüero), Lima 2010, 218 pp. (en colaboración con Fernando Armas Asín).
- Tres lecciones sobre la fe y un epílogo acerca de la libertad religiosa,  EUNSA (Colección “Astrolabio. Religión”), Pamplona 2013, 116 pp.
- Sobre Duns Escoto y la continuidad de la metafísica. Con un epílogo de gramática especulativa, EUNSA ("Colección Pensamiento filosófico medieval y renacentista",  152), Pamplona 2014, 137 pp.
- Filosofia i teologia a Incerta glòria. Joan Sales repensa mig segle de cultura catalana, amb la contestació de Francesc Torralba i Rosselló, Col·lecció Reial Acadèmia de Doctors, Barcelona 2016, 267 pp. pdf
- La teologia cristiana a la modernitat. De l’albada del segle XVI al llindar de la Il•lustració, Cossetània Edicions (“Prisma”, 49), Valls (Tarragona) 2019, 192 pp.
- Historia de la teología cristiana (750-2000), EUNSA, (Colección “Biblioteca de Teología”), Pamplona, 2020, 992 pp.[5][6]
- Creure i mirar d'entendre. Memòries d'un historiador de la filosofia i la teologia Publicacions de l'Abadia de Montserrat ("Retalls", 1), Barcelona, 2024, 524 pp.

### Obras colectivas dirigidas
- De la Iglesia y de Navarra. Estudios en honor del Prof. Goñi Gaztambide, EUNSA ("Colección Teológica", 40), Pamplona 1984, 444 pp.
- Hispania Christiana. Estudios en honor del Prof. Dr. José Orlandis Rovira en su septuagésimo aniversario, en colaboración con E. Tejero, Eunsa ("Colección Historia de la Iglesia", 14), Pamplona 1988, 784 pp.
- Evangelización y teología en América (siglo XVI), Servicio de Publicaciones de la Universidad de Navarra, ("Colección Teológica", 68), Pamplona 1990, 1584 pp. (en colaboración con Antón M. Pazos, Miguel Lluch-Baixauli y otros).
- Symposium sobre la mujer en la Edad Media, en "Anuario Filosófico", 26/3 (1993) 463-670, volumen monográfico.
- Qué es la Historia de la Iglesia, EUNSA ("Simposios Internacionales de Teología", 16), Pamplona 1996, 800 pp. (en colaboración con Enrique de La Lama y Miguel Lluch-Baixauli).
- Cien años de pontificado romano. De León XIII a Juan Pablo II, EUNSA, Pamplona 1997, 264 pp. (en colaboración con E. Cabello, J. Escudero Imbert, J. L. González Novalín, E. de la Lama, T. López, J. Orlandis, F. M. Requena, C. Soler y P. Tineo). Nueva edición corregida y ampliada: EUNSA, Pamplona 2006, 278 pp.
- Historia de la Teología latinoamericana. Primera parte: siglos XVI y XVII (edición preliminar), Ediciones Eunate, Pamplona 1996 (en colaboración con C. J. Alejos, L. Martínez Ferrer, A. de Zaballa y M. L. Antonaya), 420 pp.
- Teología en América Latina:

1. I: Desde los orígenes hasta la Guerra de Sucesión (1493-1715), Vervuert-Iberoamericana, Frankfurt-Madrid 1999 (en colaboración con C. J. Alejos Grau, E. Luque Alcaide, Luis Martínez Ferrer, Ana de Zaballa y M. L. Antonaya), 698 pp.;
2. II/1: Escolástica barroca, Ilustración y preparación de la Independencia (1665-1810), Iberoamericana-Vervuert, Madrid - Frankfurt 2005 (en colaboración con Carmen-José Alejos Grau, Mercedes Alonso de Diego, Silvano G. A. Benito Moya, Ney de Souza, Fermín Labarga, Celina A. Lértora Mendoza, Elisa Luque Alcaide, Fernando Torres Londoño, Javier Vergara, Ana de Zaballa Beascoechea), 955 pp.;
3. II/2: De las guerras de Independencia hasta finales del siglo XIX (1810-1899), Iberoamericana-Vervuert, Madrid - Frankfurt 2008 (en colaboración con C. J. Alejos Grau, Alfonso Alcalá Alvarado, Alexandre Antosz Filho, Fernando Armas Asín, Néstor Tomás Auza, Hugo Aníbal Dávila, Marta Eugenia Ugarte, Celina A. Lértora Mendoza, Elisa Luque Alcaide, Iván Darío Toro Jaramillo), 1126 pp.;
4. III: El siglo de las teologías latinoamericanistas (1899-2001), Vervuert-Iberoamericana, Frankfurt-Madrid 2002 (en colaboración con C. J. Alejos Grau [coord.], O. Álvarez Gila, M. Galí, F. Labarga, C. A. Lértora Mendoza, V. Martínez de Artola, J. de Navascués, R. Pellitero y H. J. Prien), 774 pp.

- El caminar histórico de la santidad cristiana. De los inicios de la época contemporánea hasta el Concilio Vaticano II, Servicio de Publicaciones de la Universidad de Navarra, Pamplona 2004, 660 pp. (en colaboración con Santiago Casas, Rosario Bustillo, Juan Antonio Gil-Tamayo y Eduardo Flandes).
- Política y religión en la independencia de la América hispana,  BAC, Madrid 2011, 240 pp. (en colaboración con Juan Bosco Amores).

### Publicaciones sobre él
- Bosch, Juan, "Voz: «Saranyana, Josep-Ignasi»", en Diccionario de teólogos/as contemporáneos, Burgos, Monte Carmelo, 2004, pp. 836-841.
- García Cuadrado, José Ángel, "Josep-Ignasi Saranyana: su aportación medievalista", Revista española de filosofía medieval, núm. 18 (2011), pp. 249-254.
- Pérez Gómez, Gabriel, "Conversación con Josep-Ignasi Saranyana", Anuario de Historia de la Iglesia, vol. XX (2011), pp. 17-54.
- Pikaza Ibarrondo, Xabier, "Voz: «Saranyana, Josep-Ignasi (n. 1941)»", en Diccionario de pensadores cristianos, Estella (Navarra), Verbo Divino, 2010, p. 804.
- Saranyana, Josep-Ignasi, "Autoretrat" = "Autorretrato" = "A self-portrait", RAED. Tribunal Plural. La revista científica, vol. XI, núm. 3 (2016), pp. 275-293. pdf en catalán, castellano e inglés
- Soto Bruna, M.ª Jesús, "Manifestación del pensamiento medieval. En torno a la biografía intelectual de Josep-Ignasi Saranyana", Cuadernos de Anuario Filosófico. Serie Universitaria, vol. CCXLI, n.º 241 (2011), pp. 7-35.